# Pseudeustrotia euchrysa
Pseudeustrotia euchrysa là một loài bướm đêm trong họ Noctuidae.